# Mieczysław Sokołowski (żołnierz)

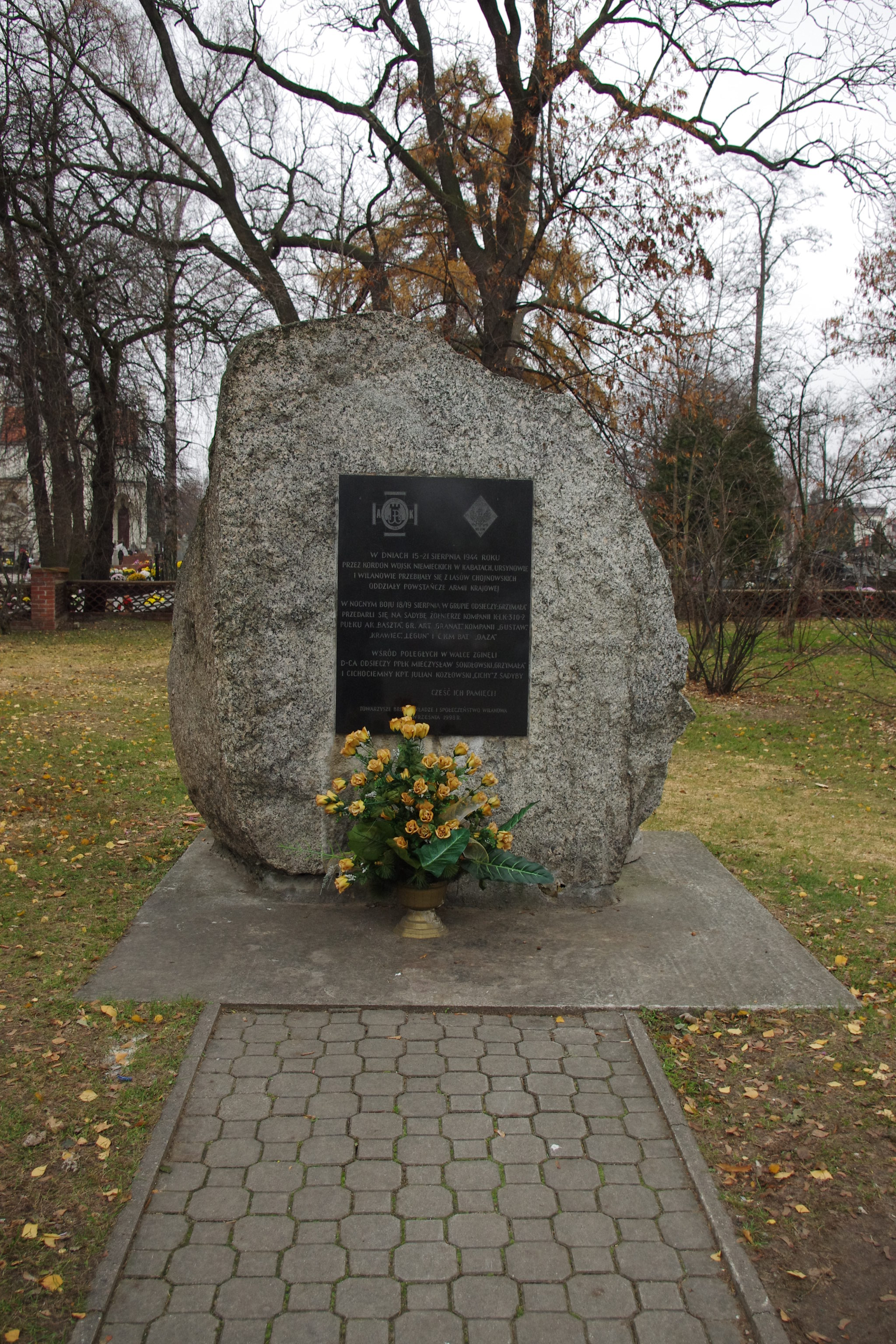
Kamień upamiętniający walki w ramach powstania warszawskiego na Wilanowie, kiedy to z 18/19 sierpnia 1944 r., w ramach Grupy Odsieczy „Grzymała” przedostali się na Sadybę żołnierze Kompanii K-LK-310-2 Pułku AK Baszta. W walce polegli Mieczysław Sokołowski "Grzymała" i cichociemny kpt. Julian Kozłowski „Cichy”. Kamień znajduje się przy cmentarzu Wilanowskim

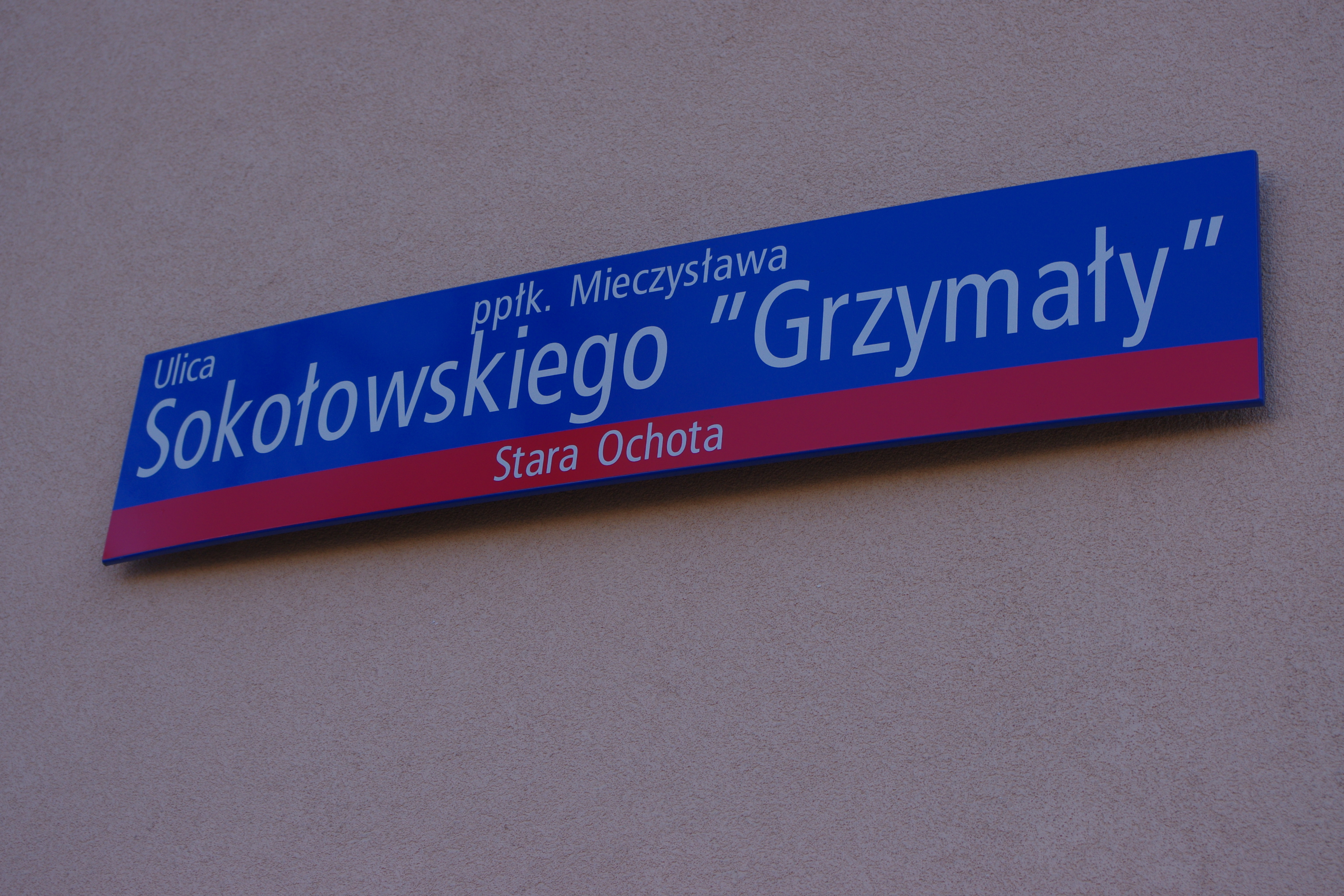
Ulica ppłk. Mieczysława Sokołowskiego „Grzymały” na warszawskiej Starej Ochocie

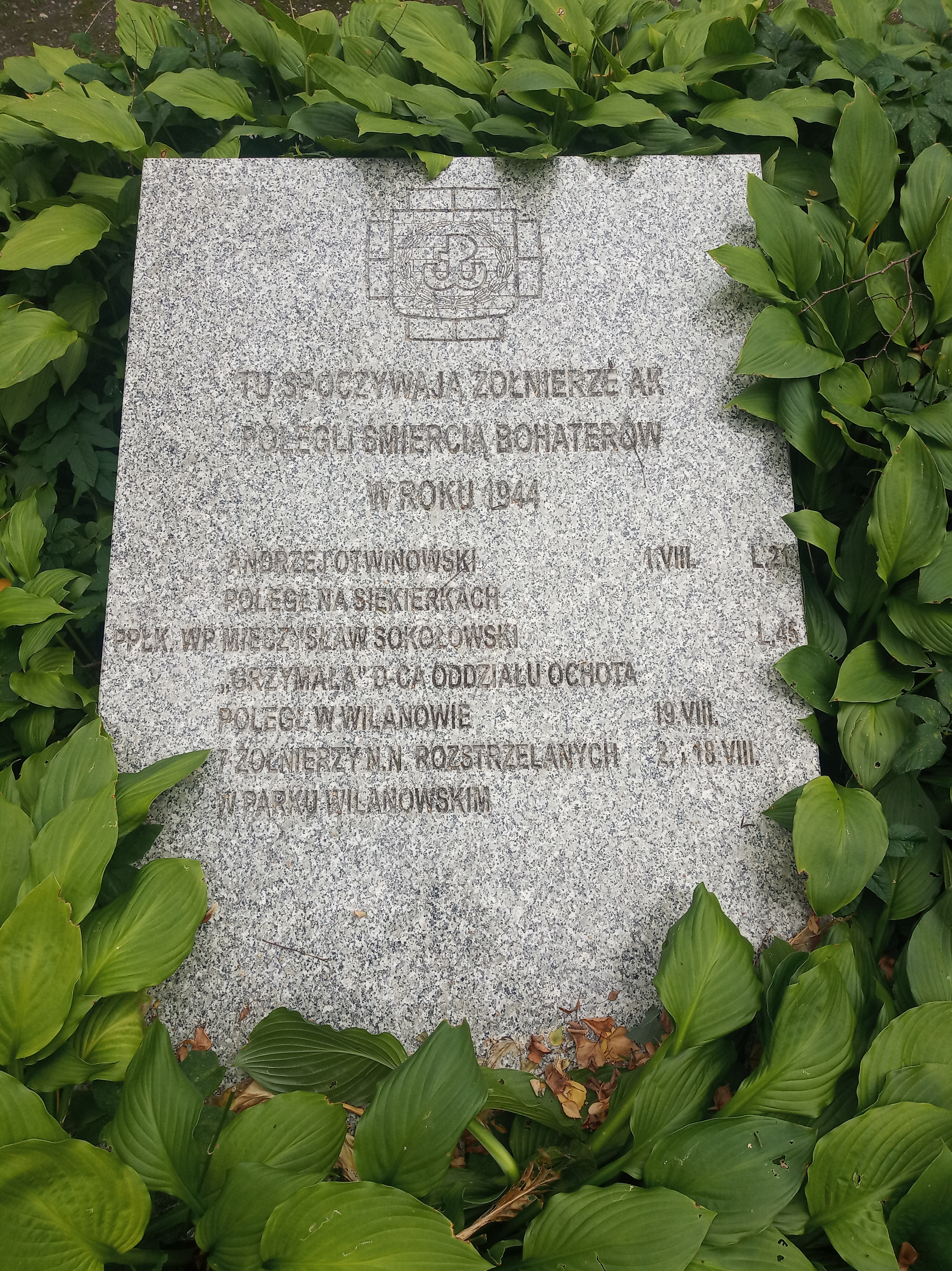
Grób Mieczysława Sokołowskiego na cmentarzu w Wilanowie

Mieczysław Kazimierz Sokołowski ps. „Grzymała”, „Ojciec”, „Pomian”, „Unikat” (ur. 23 września 1898 w Częstochowie, zm. 18/19 sierpnia 1944 w Warszawie) – oficer piechoty Wojska Polskiego i Armii Krajowej.

## Życiorys
Wywodził się z rodu Sokołowskich herbu Pomian. Był synem Mieczysława Sokołowskiego i Antoniny z Mielęckich h. Ciołek. W 1918 ukończył Gimnazjum im. Henryka Sienkiewicza w Częstochowie. Był komendantem harcerstwa okręgu częstochowskiego oraz działał w Polskiej Organizacji Wojskowej. Po ukończeniu Szkoły Podchorążych w Ostrowi Mazowieckiej-Komorowie, w stopniu podporucznika służył w 3 Pułku Piechoty Legionów jako dowódca plutonu w kompanii Jana Rzepeckiego na froncie polsko-sowieckim. Od 1921 w stopniu porucznika był instruktorem w Szkole Podchorążych Piechoty w Warszawie i w Centralnej Szkole Strzelniczej w Toruniu. W latach 1924–1929 służył w 49 Pułku Piechoty w Kołomyi. W latach 1930–1935 pełnił służbę w 55 Pułku Piechoty w Lesznie jako adiutant płk. Stefana Roweckiego. W 1935 został przeniesiony do Korpusu Ochrony Pogranicza. W kampanii wrześniowej 1939 dowodził w stopniu majora III batalionem 2 pułku piechoty KOP (batalion KOP „Wołożyn”). Od grudnia 1939 działał w konspiracji jako komendant Obwodu IV Ochota Służby Zwycięstwu Polski (potem Związku Walki Zbrojnej). 19 września 1940 został schwytany w czasie obławy. W latach 1940–1941 był więźniem KL Auschwitz. Dzięki straniom żony został wypuszczony i pod koniec 1941 roku ponownie objął stanowisko dowódcy Obwodu IV Ochota, ale już w stopniu podpułkownika. 
W chwili rozpoczęcia powstania warszawskiego dowódca IV Obwodu „Ochota”, w stopniu podpułkownika. Po porażce powstańców podczas ataków na cele niemieckie na terenie Ochoty, Grzymała w nocy z 1/2 sierpnia 1944 podjął decyzję o wyprowadzeniu 700 osób, żołnierzy i cywili do Lasów Chojnowskich, skąd po spodziewanym dozbrojeniu z oczekiwanych zrzutów lotniczych mieli wrócić w późniejszym czasie do Warszawy. W trakcie wycofywania się pod dworem w Pęcicach doszło do starcia z Niemcami, w wyniku którego śmierć poniosło 91 powstańców (60 Niemcy rozstrzelali). Do Lasów Chojnowskich przedarło się jedynie około 400 powstańców. W Lasach Chojnowskich Grzymała utworzył „grupę odsieczy”, złożoną ze zgromadzonych tam oddziałów z Ochoty, Mokotowa i VII Obwodu „Obroża”. W nocy z 18 na 19 sierpnia dowodził uderzeniem na Wilanów, które miało umożliwić przedarcie się na Mokotów. Poległ w okolicach Wilanowa, ciężko ranny podczas natarcia został dobity na placu boju przez patrol niemiecki.
Po wojnie został ekshumowany i pochowany na Cmentarzu Wilanowskim w kwaterze wojskowej żołnierzy 1939 i powstańców warszawskich. Dla uczczenia pamięci podpułkownika „Grzymały” oraz jego żołnierzy przy wejściu na cmentarz umieszczony został kamień z tablicą pamiątkową.

## Awanse
- porucznik - ?
- kapitan - ze starszeństwem z dniem 1 I 1928 w korpusie oficerów zawodowych piechoty
- major - ze starszeństwem z 1 stycznia 1936 i 75. lokatą w korpusie oficerów piechoty[5]
- podpułkownik - listopad 1941

## Odznaczenia
- Złoty Krzyż Zasługi (11 listopada 1938)[6].

## Upamiętnienie
- W 1994 na Starej Ochocie w Warszawie jedną z ulic (pomiędzy ul. Białobrzeską a Al. Jerozolimskimi) nazwano imieniem ppłk. Mieczysława Sokołowskiego „Grzymały”.